# NGC 818
NGC 818 is een balkspiraalstelsel in het sterrenbeeld Andromeda. Het hemelobject werd op 18 oktober 1786 ontdekt door de Duits-Britse astronoom William Herschel.

## Synoniemen
- PGC 8185
- UGC 1633
- MCG 6-5-86
- ZWG 522.116
- IRAS02057+3832